# Альтьери, Винченцо Мария
Винченцо Мария Альтьери (итал. Vincenzo Maria Altieri; 27 ноября 1724, Рим, Папская область — 10 февраля 1800, Рим, Папская область) — итальянский куриальный кардинал. Префект Дома Его Святейшества и Префект Апостольского дворца с мая 1776 по 11 декабря 1780. Камерленго Священной Коллегии кардиналов с 29 января по 7 сентября 1798. Кардинал in pectore c 23 июня 1777 по 11 декабря 1780. Кардинал-дьякон с 11 декабря 1780, с титулярной диаконией Сан-Джорджо-ин-Велабро с 2 апреля 1781 по 23 апреля 1787. Кардинал-дьякон с титулярной диаконией Сант-Анджело-ин-Пескерия с 23 апреля 1787 по 10 марта 1788. Кардинал-дьякон с титулярной диаконией Сант-Эустакьо с 10 марта 1788 по 12 сентября 1794. Кардинал-дьякон с титулярной диаконией Санта-Мария-ин-Виа-Лата с 12 сентября 1794 по 7 сентября 1798. Кардинал-протодьякон с 12 сентября 1794 по 12 марта 1798.